# Ареа Продутива Стацијоне Фс (Вербано-Кузио-Осола)
Ареа Продутива Стацијоне Фс је насеље у Италији у округу Вербано-Кузио-Осола, региону Пијемонт.
Према процени из 2011. у насељу је живело 54 становника. Насеље се налази на надморској висини од 202 м.